# Mike Smith (acteur)
Pour les articles homonymes, voir Mike Smith.
 (avril 2019).
Si vous disposez d'ouvrages ou d'articles de référence ou si vous connaissez des sites web de qualité traitant du thème abordé ici, merci de compléter l'article en donnant les références utiles à sa vérifiabilité et en les liant à la section « Notes et références ».
Michael Edwin Smith, né le 27 août 1972 à New Glasgow, en Nouvelle-Écosse, est un comédien et musicien canadien. 

## Biographie
Né à New Glasgow, il a grandi à Thorburn (en), en Nouvelle-Écosse (Canada). Il est surtout connu pour son interprétation de Bubbles dans la série télévisée Trailer Park Boys (programme de télévision, film et production théâtrale), dont il est également co-auteur. Il était également le guitariste du groupe rock canadien Sandbox (en). Il a aussi joué avec le groupe rock canadien Rush, pour la chanson Closer to the Heart. Smith a un diplôme d'anglais de l'Université Saint-Francis-Xavier à Antigonish, en Nouvelle-Écosse. En 2006, il a été brièvement fiancé avec l'actrice Nichole Hiltz[réf. nécessaire].

### Musique
Smith a montré les premiers signes d'un talent musical, après avoir appris à jouer de la guitare à l'âge de six ans. Avant de se joindre à l'émission Trailer Park Boys, il était guitariste avec le groupe de rock Sandbox et a signé un contrat avec EMI au Canada et Nettwerk aux États-Unis. Sandbox a sorti deux albums avec EMI et Nettwerk, intitulés Bionic et A Murder in the Glee Club. Le groupe a été nommé pour un prix Juno, des East Coast Music Awards et un CASBY Awards (en).
Plus tard, Smith a joué dans le cadre de Bubbles & the Shit Rockers, un groupe qui mettait également en vedette les guitaristes fondateurs Alex Lifeson et Tom Wilson pour la chanson originale Liquor & Whores présentée dans Trailer Park Boys : The Movie Soundtrack. Un épisode de Trailer Park Boys met également en vedette le personnage de Smith, Bubbles, qui interprète le titre Closer to the Heart de Rush en 1977 avec Alex Lifeson.
Smith a joué Liquor & Whores avec Guns N' Roses à plusieurs reprises au cours de leur tournée en Chine, en 2006, 2010 et 2011.
Smith a également enregistré avec Emm Gryner dans Get Brave, publié en 2010.

### Cinéma
Smith était un ami de longue date du directeur de Trailer Park Boys, Mike Clattenburg, et avait joué dans Cart Boy avec Robb Wells (Ricky) et John Paul Tremblay (Julian) en 1995.
Un jour, Smith plaisantait sur le plateau et se glissait dans son personnage de Cart Boy du court métrage The Cart Boy. Clattenburg a compris l'intérêt du personnage, et le Cart Boy, prend alors de Bubbles et est inscrit dans la série. Bubbles n’a jamais été conçu pour être un personnage principal, mais plus il se comportait de manière scandaleuse, plus le public l’aimait, ce qui le faisait devenir un personnage épatant. Bubbles est ensuite devenu l’un des trois principaux protagonistes.
Smith a fait une apparition dans le clip de Legal, en 2002, Bubbles in Snow, mais ses jurons sont restés censurés. Il a également été présenté dans la vidéo de Country Star de George Canyon, Drinkin Thinkin, qui montre Bubbles poursuivant sa petite amie. Mike et les autres hommes du parc apparaissent dans la vidéo de The Tragically Hip, The Darkest One. Il joue plusieurs personnages lors de plusieurs tournées de la tournée canadienne 2006 de Guns N 'Roses en Australie et au Japon en 2007. Bubbles, avec Ricky et Julian, est l’organisateur des East Coast Music Awards 206 et 2007 à Charlottetown et à Halifax.
En mars 2008, Smith et trois autres personnes ouvrent à Halifax un bar des sports appelé Bubba Ray's[réf. nécessaire].
En 2010, Smith retrouve bon nombre de ses anciens camarades du casting de Trailer Park Boys dans la nouvelle série The Drunk And On Drugs Happy Fun Time Hour.
Il a également interprété une version live de Closer to the Heart avec le groupe rock progressif Rush.
Le 22 octobre 2012, il a été confirmé que Smith retrouverait son rôle de Bubbles dans le troisième long métrage de Trailer Park Boys, intitulé Don't Legalize It, qui s'est achevé fin avril 2013. Le film est sorti le 18 avril 2014.
Au printemps 2013, Smith et ses partenaires de Trailer Park Boys, Robb Wells et John Paul Tremblay, ont lancé Swearnet, un réseau de télévision Internet entièrement non censuré. Le trio a également produit un film qui prend une tournure fictive sur son site Web.

## Filmographie

### Cinéma
- 1995 : The Cart Boy : Darren
- 1999 : Trailer Park Boys : Bubbles
- 2004 : A Hole in One : Patient lobotomisé
- 2004 : The Trailer Park Boys Christmas Special : Bubbles / Danny
- 2006 : Trailer Park Boys: The Movie : Bubbles
- 2008 : Say Goodnight to the Bad Guys : Bubbles
- 2009 : Trailer Park Boys: Countdown to Liquor Days : Bubbles
- 2011 : Goon : Assistant de production 2
- 2011 : Llyod The Conquerer : Derek
- 2014 : Trailer Park Boys: Don't Legalize It : Bubbles
- 2014 : Trailer Park Boys: Live in Dublin : Bubbles
- 2014 : Swearnet: The Movie : Lui-même
- 2014 : Swearnet: Live : Mike Smith / Bubbles
- 2014 : Trailer Park Boys : Bubbles
- 2015 : Dude Where's My Ferret? : Bong
- 2023 : Champions de Bobby Farrelly

### Télévision
- 2001-2018 : Trailer Park Boys : Bubbles
- 2007 : CBC Winnipeg Comedy Festival : Bubbles
- 2008 : Aqua Teen Hunger Force
- 2011 : The Drunk and on Drugs Happy Funtime Hour : Don Brutto / Rusty Diggins / Big Dazzie Daddle / Blaise / Liza / Jolep / Captain Mega Power / Jolep F
- 2011 : Call Me Fitz : Armin Schuller
- 2012 : Archer : Police montée / Terroriste
- 2014 : Epic Meal Time : Bubbles
- 2014 : 24 Hour Rental : Paul
- 2014-2016 : GGN: Snoop Dogg's Guide Double G News Network : Bubbles
- 2015 : The Playboy Morningshow : Bubbles
- 2016-2017 : Trailer Park Boys: Out of the Park : Bubbles